# Ярема Яким Якимович
Яким Якимович Ярема (23 вересня 1884, с. Арламівська Воля, нині Мостиського району Львівської області — 15 грудня 1964, м. Львів) — український психолог, філософ, мовознавець і літературознавець, педагог і культурно-освітній діяч. Батько Степана Яреми. Доктор філософії (1922). Кандидат філолологічних наук (1948). Дійсний член НТШ (1939). Професор Українського Високого педагогічного інституту в Празі (1923—1930 pp.).

## Життєпис

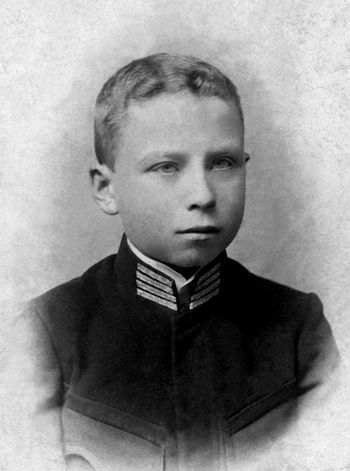
Яким Ярема — учень 4-го класу Перемиської гімназії

Народився Яким Ярема в с. Арламівська Воля Мостиського повіту Галичини. Мати Францішка з дому Чутка — німкеня, народжена у Відні, донька дрібного урядовця, якого доля закинула в Галичину. Батько Яким працював на залізничниці. Він був родом з Дроздович. Старший брат Якима Якимовича Яреми Володимир був суддею в Яворові й Бібрці, пройшов всю українсько-польську війну сотником Української Галицької Армії. Помер на тиф 1919 року в Кам'янці Подільському.
У 1895 році вступив до гімназії в м. Перемишлі. Батьки віддали хлопця під опіку стрийка Олекси Яреми (1855—1930), професора гімназії. Там у 1897 році Яким Ярема вперше слухав виступ Івана Франка, який тоді балотувався на виборах до Галицького сейму. Гімназист Яким вчився дуже добре і багато читав, самотужки вивчив французьку мову. У 1903 році вступив до Львівського університету, студіював філософію і філологію. Завдяки гарним успіхам, отримав стипендію на продовження навчання в університеті м. Ґрац (1906-1907, Австрія), що на заході Австрії. Після закінчення студій здобув право викладати німецьку мову та літературу у середніх школах з українською, польською та німецькою мовами навчання.
Викладач: 1909–1910 — гімназії у м. Самбір (нині Львівська область), 1911–1914 — українській гімназії в місті Тернопіль, де активіст громадського життя; у грудні 1911 — співорганізатор приїзду Івана Франка. У 1911 року в Тернополі знайомиться з Івано Франком, а згодом напише низку праць, присвячених творчості Каменяра.
Під час 1-ї світової війни був мобілізуваний в австрійську армію. У званні лейтенанта артилерії австрійської армії служив у гарнізоні Перемиської фортеці, де в березні 1915 року потрапив у російський полон. Майже два роки перебував у саратовському таборі для військовополонених. Тут вивчив російську й англійську мови. Звідси він разом з однодумцями надсилає вітального листа М. Грушевському, де висловлює готовність служити справі українського державотворення. У листопаді 1917 року Ярема повернувся до Києва, вступив до Української Армії. У грудні 1917 — учасник ліквідації більшовицького заколоту в м. Київ.
Повернувся до Тернополя у 1918 році. У листопаді 1918 року призваний до війська та продовжує боротьбу сотником артилерії у лавах Української Галицької Армії. 3 листопада 1918 року Яким Ярема бере участь у встановленні влади Західноукраїнської Народної Республіки у Перемишлі. Згодом керує гарматною батареєю 12-ї Гірської бригади Третього Корпусу Української Галицької Армії. 15 травня 1919 року бригада була відтята від головної армії, яка відступала на схід. Опинившись у горах сама, бригада перейшла на Закарпаття, щоб обійти фронт і з'єднатися з армією. Але чехословацькі війська роззброюють та інтернують українські частини, вважаючи їх більшовиками, повіривши фальшивій польській пропаганді.
1918–1919 — в таборі інтернованих українських вояків у Чехії, де виступив організатором культурно-просвітницької роботи, шкіл, видавцем часописів «Голос табора» та «Український стрілець» в місті Німецьке Яблонне. Після звільнення і до 1930 року жив і працював у Празі. Тут Яким Ярема був одним із лідерів української еміграції 20-х років, активним учасником її інституцій: фундатор Соціологічного товариства, вкладник Українського громадянського видавничого фонду, член Українського інституту громадянства.

Яким Ярема у колі військових Української Галицької Армії (п'ятий зліва). Світлина 1919 року.

У місті Прага працював викладачем матуральних курсів (1922). Отримує диплом доктора філософії Карловового Університету у Празі 23 жовтня 1922 року. професор (1923), завідувач кафедри пед. психології (1925) Українського високого педагогічного інституту ім. М. Драгоманова (у 1923—1925 рр. — професор кафедри філософії, з 1925 р. — завідувач кафедри педагогічної психології), директор української гімназії в м. Ржевиця (1925–1928).
1930 року повернувся до Тернополя. В гімназії «Рідної школи» (РШ) був спочатку вчителем, членом головної управи РШ, старшини «Учительської громади» та повітового союзу осередків РШ (від 1938 — його керівник). У 1932 році заснував Подільський музей. З приходом радянської влади Ярему обирають директором створеної на основі української гімназії середньої школи N1 у Тернополі.

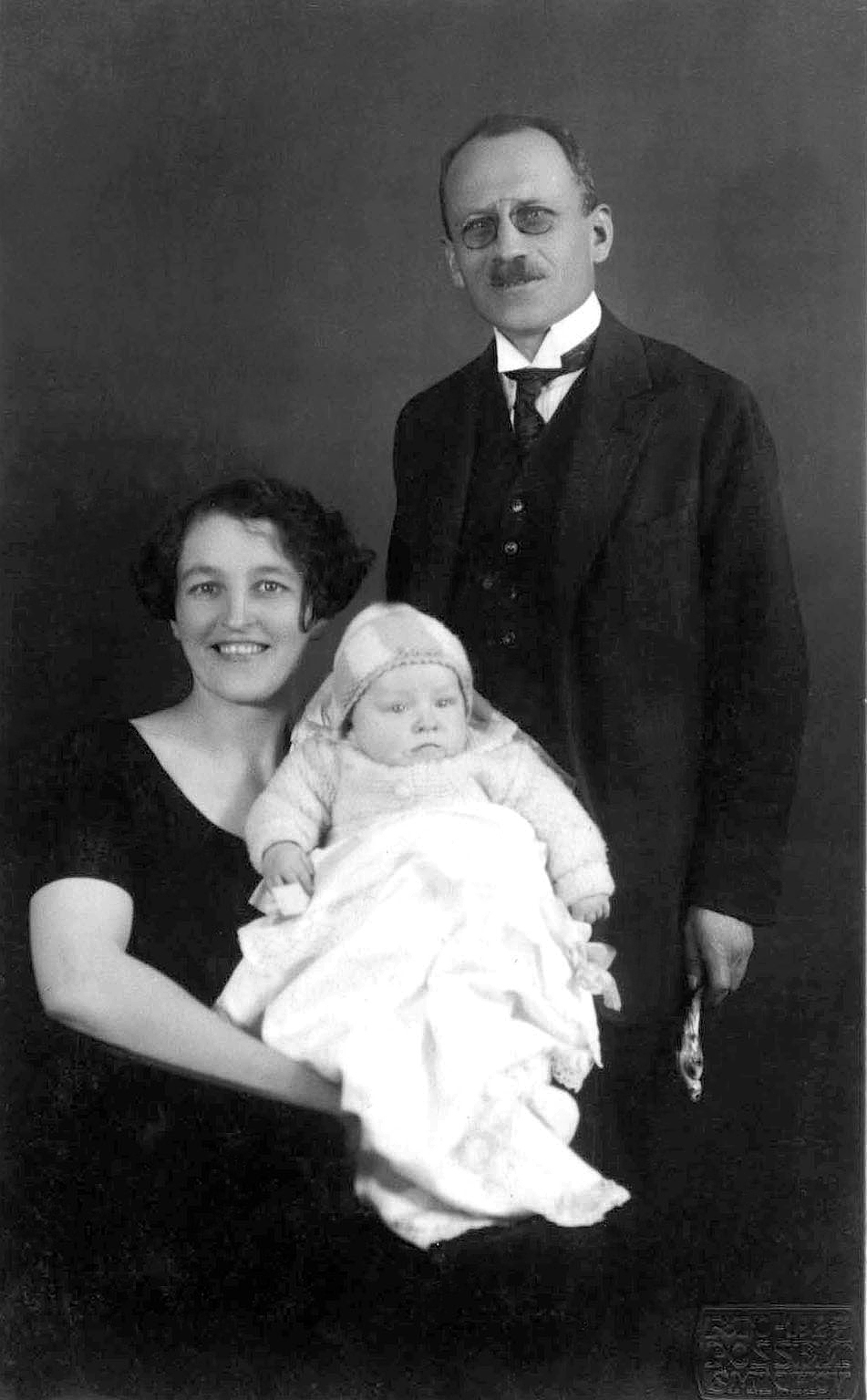
Родина Якима Яреми: дружина Марія-Феліція, син Степан. Прага 1926 рік.

У січні 1940 року Ярему прийнято у дійсні члени Наукового товариства ім. Т. Шевченка. Від 1940 — у Львові, де від січня 1941 викладав в університеті, працював в Інституті літератури АН УРСР. Протягом німецької окупації викладає у Політехнічному інституті, працює над великим українсько-німецьким словником.
1946–1950 роки — у Київському інституті літератури АН УРСР. 1950–1962 роки — завідувач кафедри іноземних мов Львівського зооветеринарного інституту (нині академія ветеринарної медицини). Двічі обирався депутатом Львівської міської ради.
Помер Яким Ярема у Львові від серцевого нападу 15 грудня 1964 року. Був похований на полі № 3 Личаківського цвинтаря.
У 2009 році нащадки родини Ярем передали до Наукової бібліотеки НаУКМА колекцію книжкових та архівних матеріалів родини. ЇЇ започаткував батько, Олексій Ярема, а основні матеріали зібрав Яким Ярема.

## Родина
Батько Якима Якимовича Яреми — Яким Миколайович Ярема (1845—1915), мати — Францишка Симеонівна Чутка. У Якима Якимовича був брат — Володимир Якимович Ярема. 
У 1913 році Яким Якимович Ярема одружився з Марією-Феліцією Савчек, родом зі Стрия, що вчителювала коло Тернополя. Батько Марії-Феліції був управителем маєтку, мати походила зі старого українського роду Горницьких. Сестра матері — Неоніла Горницька була одружена з поетом Василем Пачовським; друга сестра  була одружена з поетом Петром Карманським. 
Син Якима Яреми — Степан Ярема (1926—2008), випускник механічного факультету Львівського політехнічного інституту, багатолітній працівник Фізико-механічному інституті імені Г. В. Карпенка АН УРСР, видатний вчений в галузі механіки руйнування.
Дядько Якима Якимовича — Олекса Ярема, педагог, фахівець з класичної філології, громадський культурний діяч у Перемишлі, меценат.

## Праці
Автор наукових праць, зокрема:

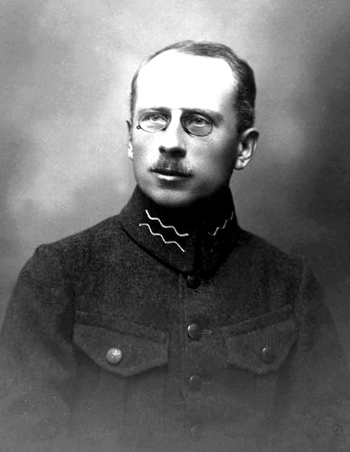
Яким Ярема — сотник Української Галицької Армії. Світлина 1919 року.

- «Маркіян Шашкевич як лірик-поет» (1911),
- «„Мойсей“ — поема Івана Франка» (1912),
- «Уява Шевченка [Архівовано 12 березня 2017 у Wayback Machine.]» (1914, усі — Тернопіль),
- «Читанка для українського народу» — Відень-Прага, (1923)
- «Вступ до фільософії» — Прага, (1924),
- «Провідні ідеї філософії Томи Масарика: З приводу 75-ліття народження.» — Прага, (1925)
- «Педагогічна психольогія» (1928),
- «Українська духовність в її культурно-історичних виявах» — Львів, (1937),
- «Німецько-український підручний словник» — Львів, (1941),
- «До проблеми ідейного змісту „ліричної драми“ Ів. Франка „Зів'яле листя“» (1948)
- «Василь Стефаник і Гліб Успенський» (1954)
- «Іван Франко і „Фауст“ Гете» (1956)
- «Зв'язки Василя Стефаника з Станіславом Пшибишевським і Владиславом Орканом» (1958)
- «Зв'язки Івана Франка з творчістю Генріха Гейне» (1960)

Пам'ятна таблиця на будинку № 37 по вулиці Івана Франка у Львові, де мешкав відомий вчений Яким Ярема

- «Російсько-український ветеринарний словник» (1964, співавт.),
- «Українсько-чехословацькі літературні взаємини і початок літературного відродження на Галицькій Україні» (1965),
- «Василь Стефаник і Вацлав Морачевський (1895—1897)» (1963)

- «Російсько-український ветеринарний словник» — Київ, (1964) (у співавторстві: Л. П. Погребняк)
- Автор спогадів «Над Сяном. Листопадові дні 1918 р.» (1997).

Творчу спадщину батька досліджує і видає Степан Ярема, зокрема книги:
- «Життя та діяльність Якима Яреми: Бібліографічний покажчик» (1995),
- «Ювілейна книга української гімназії в Тернополі (1898—1998), до сторіччя заснування» (1998)
- «Яким Ярема (1884—1964). Психологічні та педагогічні праці» (2003).

## Вшанування пам'яті
У 1992 році на пошану професора Якима Яреми у Франківському районі міста Львова була перейменована вул. Гайдара бічна.
1994 року до 110-ліття від народження в Львівській науковій бібліотеці імені Василя Стефаника відкрилася виставка праць. Тоді ж на будинку на вулиці Франка, 37 встановлено меморіальну таблицю Якиму Яремі та Петрові Карманському (скульптор В. Лоза).